# Referendo sobre a independência do Azerbaijão em 1991
Um referendo sobre independência foi realizado no Azerbaijão em 29 de dezembro de 1991, três dias após a dissolução da União Soviética. Foi aprovado por 99,8% dos eleitores, com uma participação de 95.3%.

## Resultados
| Escolha                                | Votos     | %     |
| -------------------------------------- | --------- | ----- |
| Favorável                              | 3,735,398 | 99.8  |
| Contrário                              | 9,068     | 0.2   |
| Votos inválidos ou em branco           | 6,708     |       |
| Total de votos                         | 3,751,174 | 100.0 |
| Eleitores registrados e comparecimento | 3,936,174 | 95.3  |
| Fonte: Nohlen et al.                   |           |       |